# 오상헬스케어
오상헬스케어(Osang Healthcare)주식회사는 대한민국의 체외진단 전문기업이다. 오상자이엘의 자회사로 생화학진단(혈당측정기, 콜레스테롤측정기, 당화혈색소측정기), 면역진단, 분자진단을 위한 의료기기를 개발, 제조, 판매한다

## 상장 폐지 논란
1996년 설립된 ‘인포피아'가 전신으로 2007년 6월 코스닥 시장에 상장했다 과거 코스닥 하지만 창업주의 경영권 매각 과정에서 인수자 측의 횡령∙배임 문제가 불거지면서 상장 폐지된 이후 상장을 재시도하였나 기존 상장폐지 이력과 매출의 지속성 등이 발목을 잡아 결국 2021년 승인에 실패했다.

## 자회사
오상헬스케어는 수액제 전문기업인 와이즈메디 지분의 12.69%를 보유하여 유한양행에 이은 2대 주주이다.
 2024년 와이즈메디와 약 110억 규모의 신주 인수 계약을 체결하며 22.53%로 지분을 확대하였다

## 재상장
상장주관사를 NH투자증권으로 하여 재상장을 추진중으로 2023년 11월 상장예비심사 승인을 받았다.
2024년 3월 13일에 2만원의 공모가로 코스닥 시장에 상장하였다

## 제품
2025년 개인·전문가용 코로나19(COVID-19)/독감 콤보키트가 미국 식품의약국(FDA)으로부터 정식승인(510(k)/K243262)을 받았다.

## 같이 보기
- 오상그룹
- 오상자이엘

## 참고문헌
1. ↑  IBK투자증권 오상헬스케어 분석보고서
2. ↑  김재창, (신세대 창업만세) '인포피아' 배병우 사장, 한국경제신문, 1997-04-28
3. ↑  원희영, 경영권 진흙탕 싸움으로 최대주주 사실상 빈자리... 혼돈의 인포피아, 파이낸셜뉴스, 2016.01.29
4. ↑  박기훈, 오상헬스케어, 코스닥 입성 재도전 성공…상장예비심사 승인, 프라임경제, 2023.12.01
5. ↑  석지헌, 달라진 오상헬스케어, 미국선전으로 올해 매출 2배 폭증, 이데일리, 2023-11-22
6. ↑  구교윤, 오상헬스케어, 유한 자회사 와이즈메디 '2대주주', 데일리메디, 2023.07.20
7. ↑  장은파, 오상헬스케어, 유한양행 자회사 와이즈메디에 110억 추가 투자, 비지니스포스트, 2024년 3월 11일
8. ↑  최은진, 오상헬스케어의 상장전략 '신뢰찾기' 실적·사업 확장, 더벨, 2023-09-05
9. ↑  권혁진, 오상헬스케어, 코스닥 상장예비심사 승인, 약업신문, 2023.12.01
10. ↑  한상민, 체외진단 전문 오상헬스케어 상장…청약증거금 5조2천억 넘겨, 연합인포맥스, 2024년 3월 10일
11. ↑  최현석, 오상헬스케어, 코로나19·독감 콤보키트 미 FDA 승인, 연합뉴스, 2025-01-14